# Stefano Ruffini (album)
Stefano Ruffini è l'unico album dell'omonimo cantante. È stato pubblicato nel 1988.

## Tracce

### Lato A
1. Segreti – 4:20
2. Sì chiama Helène – 4:02
3. Mary Maria – 3:32
4. Musica – 4:42

Durata totale: 16:36

### Lato B
1. Non Ti Amo Più – 3:47
2. La Mia Amica – 3:58
3. Le Dirò – 4:04
4. Canto Bolero – 3:52

Durata totale: 15:41

## Formazione
Musicisti
- Stefano Ruffini - voce, cori
- Max Costa - programmazione
- Gabriele Cicognani - basso
- Francesco Gazzillo - chitarra
- Stefano Cerri - basso
- Walter Calloni - batteria
- Sergio Conforti - tastiera, programmazione
- Francesco Saverio Porciello - chitarra
- Paolo Costa - basso
- Maurizio Camagna - programmazione
- Grazia Di Michele - chitarra, cori, tastiera
- Vittorio Cosma - pianoforte
- Lucio Fabbri -  tastiera, chitarra, cori, basso, violino, viola, violoncello
- Demo Morselli - tromba
- Feiez - sax, cori, programmazione
- Monica Sersale - cori

Produzione
- Lucio Fabbri - arrangiamento
- Allan Goldberg, Franco Santamaria, Marti J. Robertson, Maurizio Camagna, Feiez - fonici
- Franco D'Ambrosio - masterizzazione
- Roberto Rocchi - fotografia
- Grazia Di Michele - produttore
- Scritto da Grazia Di Michele